# Lee Hi
Lee Ha-yi (n. 23 septembrie 1996, Bucheon, Coreea de Sud), cunoscută sub numele de scenă Lee Hi, este o cântăreață și compozitoare din Coreea de Sud, afiliată studiourilor YG Entertainment. A concurat la K-pop Star 1 la SBS. A debutat cu single-ul „1, 2, 3, 4” pe 28 octombrie 2012 și a ajuns pe prima poziție ca vânzări în prima săptămână, cu 667.549 de descărcări. Primul ei album de studio, First Love, a fost lansat în două părți, partea 1 pe 7 martie 2013 și partea 2 pe 28 martie 2013.

## Biografie

### Tinerețe
Lee Ha-yi s-a născut pe 23 septembrie 1996 în Bucheon, Coreea de Sud. În decembrie 2011, Ha-yi a mers la o audiție pentru programul de reality show al SBS K-pop Star, unde a ocupat finalmente locul doi, după Park Ji-min. Mai târziu, a semnat cu studiourile YG Entertainment.  Înainte de debut, a participat la single-ul It's Cold al formației Epik High, care a fost lansat pe 8 octombrie 2012.

### Carieră muzicală
Pe 31 decembrie 2019, Lee Hi a părăsit YG Entertainment, după ce contractul său a expirat.

## Discografie
- First Love (2013)
- Seoulite (2016)

## Legături externe
Materiale media legate de Lee Hi la Wikimedia Commons
- Site web oficial